# Gemma Cruz-Araneta
Gemma Cruz-Araneta (Manilla, 30 september 1943) is een Filipijns schrijfster. Tevens is Cruz-Araneta een voormalig Miss International en was ze van 1998 tot 2001 minister van Toerisme in het kabinet van president Joseph Estrada.

## Biografie
Gemma Cruz werd geboren in 1943. Ze is een dochter van Ismael Cruz en schrijfster Carmen Guerrero-Nakpil. Cruz was in 1964 Miss Philippines en werd daarna op 14 augustus 1964 in Long Beach, Verenigde Staten verkozen tot Miss International. Ze was daarmee de eerste Filipijnse die deze titel won en de opvolgster van Gudrun Bjarnadóttir uit IJsland. Ze doneerde haar prijzengeld aan hulpbehoevende jeugd van Manilla. Na haar uitverkiezing ontving Cruz-Araneta een Golden Heart van president Diosdado Macapagal en werd ze geëerd als Outstanding Manileña.
In 1968 werd Cruz-Araneta benoemd tot directeur van het Nationaal Museum van de Filipijnen. Op 30 juni 1998 werd ze door president Joseph Estrada benoemd tot minister van Toerisme. Na afloop van haar termijn begin 2001, begon ze weer met schrijven. Ze schreef een handvol boeken en is tevens columnist voor de Manila Bulletin.

## Werk
- Makisig, the Little Hero of Mactan
- Hanoi Diary: Beauty and Fashion for the Filipina (co-auteur)
- Sentimiento: Fiction and Nostagia
- Katha at Salamisim
- El Galeon de Manila: Un Mar de Historias (co-auteur)
- Stones of Faith

- International Standard Name Identifier: 0000 0000 7904 7071
- Library of Congress Control Number: n90678356
- Système universitaire de documentation: 241791650
- Virtual International Authority File: 68093002
- WorldCat: E39PBJqQtjp3j9WhTgymByymVC